# František Nedvěd (malíř)
František Nedvěd (13. září 1919 Kladno – 9. května 2007 Praha) byl český malíř, sochař a grafik.

## Život
František Nedvěd se narodil na Kladně svobodné matce Marii Nedvědové, která se později provdala za Františka Henzla z Popovice, který následně Františka legitimizoval. Od dětství rád kreslil, a později se u něho rozvinul výrazný umělecký talent. Zprvu absolvoval ve svém rodišti základní vzdělání a později odešel do Prahy, kde nastoupil do zaměstnání.
V letech 1941-1945 absolvoval při zaměstnání Střední školu dekorativního umění v Praze. Poté studoval soukromě u malířů K. Součka a J. Horníka a v letech 1945-1947 se školil na pražské malířské akademii u prof. V. Nechleby. Od roku 1951 vedl kurzy kreslení a později se také angažoval ve výtvarné výchově v Kulturním domě hlavního města Prahy. Na závěr svých studií studoval v letech 1958-1960 v ateliéru Cyrila Boudy na PedF UK v Praze.
František Nedvěd se věnoval kresbě, malbě, grafice i plastice, některé náměty ke své tvorbě čerpal z Kladna, např. Portrét hutníka, Krajina z Kladna, Struskař apod.
V 60. a 70. letech vytvořil řadu tzv. fandrúz (obrazy inspirované minerály). V grafice se zabýval především technikou dřevorytu a linorytu. Byl rovněž autorem řady knižních i novinových ilustrací.